# مطار مهانجورا
 مطار مهانجورا (بالإنجليزية: Mhangura Airport)‏ (إيكاو: FVGM) يخدم مدينة مهانجورا، في مقاطعة ماشونالاند الغربية ، زمبابوي . و تُظهر المناظر الجوية  مهبط الطائرات مهجور، حيث تنمو الأشجار على مدرج التراب السابق.

## روابط خارجية
- OpenStreetMap - مهانجورا
- خرائط بنج - مطار مهانجورا